# کارلتون ویستا (آریزونا)
کارلتون ویستا (به انگلیسی: Carlton Vista) یک منطقهٔ مسکونی در ایالات متحده آمریکا است که در آریزونا واقع شده‌است. کارلتون ویستا ۲٬۳۸۶ متر بالاتر از سطح دریا واقع شده‌است.